# Culinária da Espanha
A culinária espanhola é parte da culinária mediterrânica, embora com características próprias. Utiliza muita batata, especiarias variadas e legumes. Outro produto muito apreciado na Espanha é o vinho, que acompanha as refeições principais. A paella é um prato de arroz, frutos do mar, galinha e chouriço, conhecido internacionalmente. Já o jamón (presunto) é uma das principais iguarias utilizadas na cozinha espanhola.  

## Culinárias regionais da Espanha
Tal como ocorre na maior parte dos países, a culinária da Espanha varia bastante de uma região para outra. 
No entanto, existem algumas características comuns, entre as quais se destacam:
- O uso de azeite como gordura culinária por excelência, tanto cru como para fritar. O uso do azeite era pouco habitual até o século XX, anteriormente o uso de gorduras animais, sobretudo a banha de porco, era mais comum.
- A utilização do sofrito como operação inicial na preparação de muitos pratos.
- o emprego do alho e da cebola como principais condimentos.
- O hábito de acompanhar as refeições com vinho.
- O pão como acompanhamento da maioria das refeições.
- O grande consumo de saladas, sobretudo no verão.
- Postre composto por uma peça de fruta ou algum produto lácteo, como o queijo. Os doces, como tartes ou pasteles são geralmente reservados para dias especiais ou festas.

Dentre a enorme variedade de receitas que compõem a cozinha espanhola, algumas podem considerar-se comuns a todo ou quase todo o território, embora algumas tenham uma origem conhecida e continuem a ser associadas a determinados lugares. Podem ser citados como exemplos a tortilla de patata (omelete de batata), o gazpacho (uma sopa fria de vegetais), a paella (originária de Valência e, por isso, em Portugal é normalmente chamada “arroz à valenciana”, embora existam muitas variantes de uma região a outra), os pistos (uma espécie de ratatouille), as migas, os enchidos, presunto, chouriço, morcela ou os queijos.
Abundam os pratos à base de grão (garbanzos, lentejas, judías ), os cocidos e os potajes (sopas de grãos e verduras), embora com variações regionais importantes, sem esquecer o pão, que tem numerosas formas de fabricar-se, com variedades muito distintas em cada região.
Talvez onde mais coincidem as distintas regiões seja nas sobremesas e doces: o flan, as natillas, o arroz con leche (arroz-doce), as torrijas, as magdalenas e os churros são alguns dos mais representativos.

### Galiza

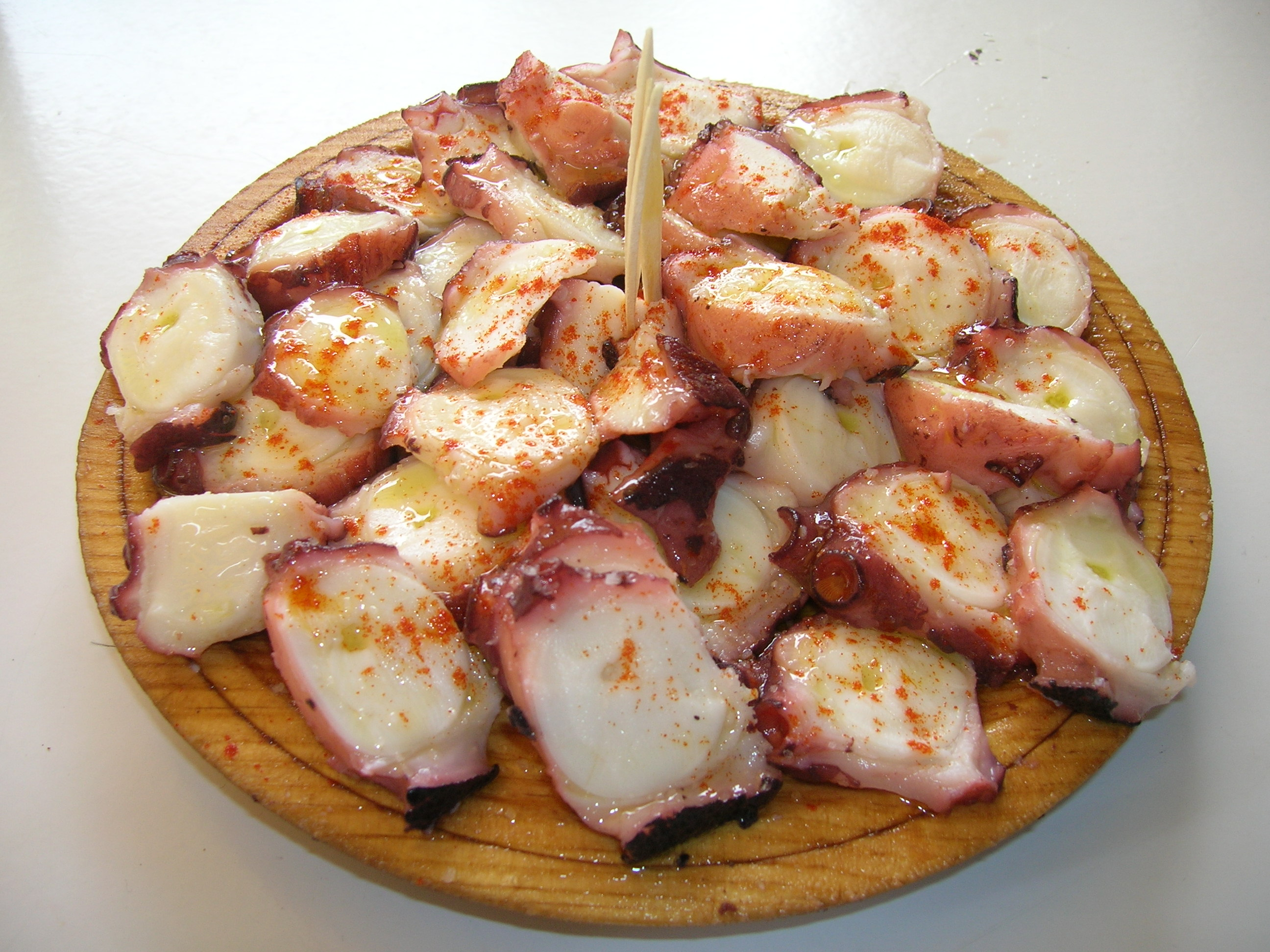
Polvo à galega

A cozinha galega baseia-se na qualidade dos seus produtos frescos. As especialidades mais importantes são preparadas com peixe e mariscos: polbo (polvo) (por exemplo, o polbo á feira, também conhecido como polvo à galega, típico das feiras e romarias, é polvo cozido, cortado em pedaços e temperado com azeite e pimentão), pescada, ollomol (cast. besugo), vieiras, mexillóns, percebes, gambas, cigalas, centolos e muitos outros.
Outros pratos representativos são o caldo galego, um guiso de fabas, verduras e carne, o lacón con grelos (lacón é a perna dianteira do porco curada, mas sem fumagem, servida cozida com grelos e batatas) e as empanadas (quer de carnes, peixe, marisco, etc). Entre os queijos, o queixo de tetilla (que tem um bico na forma de uma teta), o queixo de San Simón, com fumagem, o de Arzúa, todos eles com denominação de origem controlada. Para acompanhar, um D.O. Ribeiro, branco ou tinto, ou um D.O. Rías Baixas (de uva Albariño) branco, um D.O. Ribeira Sacra, etc. Entre os doces destacam-se a torta de Santiago e as filloas (crêpes, quer doces ou salgadas, estas últimas podem levar sangue de porco, na época da matança).[carece de fontes?]

### Astúrias e Cantábria

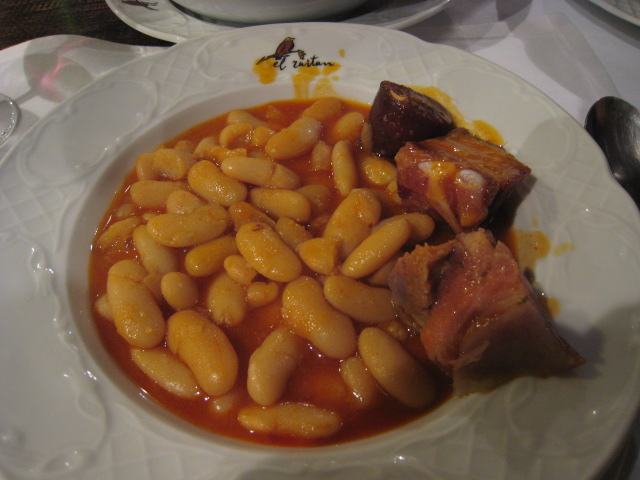
Fabada asturiana

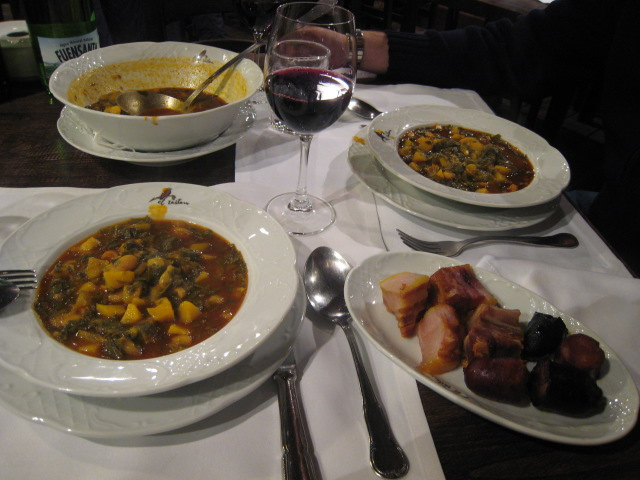
Pote asturiano

Nas Astúrias consome-se grande quantidade de peixe e mariscos, mas o seu prato mais característico é a fabada asturiana, uma feijoada à base de fabe-alubias grandes, carne de porco, morcela, cebola e chouriço, muito apropriado para os dias de inverno. As fabes con amasueles ou almejas e o pote asturiano (outro tipo de feijoada) encontram-se entre os pratos típicos. Entre os doces, destacam-se as “fiyueles, freisuelos ou frixuelus” (crêpes), típicos do Carnaval. O Cabrales é um queijo de leite de vaca, de odor e sabor fortes. A sidra é a bebida regional. No que diz respeito ao pão, podem ser destacados o bollu preñáu, recheado com chouriço, e a boroña. Nos enchidos, destaca-se o chosco de Tinéu. O salmão com sidra é uma das receitas de peixe características da região.
Como em todo o norte de Espanha, o peixe é uma característica da culinária da Cantábria: a sardinha, a anchova, as lulas, ali chamadas rabas, se preparam de distintas maneiras. A marmita ou marmite, a panela de ferro que os pescadores levavam no barco, dá o nome a vários tipos de caldeirada. No entanto, também são típicos os guisados fortes, como o cocido montañés e o cocido lebaniego, o primeiro com feijão, o segundo com grão-de-bico, ambos preparados com o compango (as carnes provenientes do matacíu del chon, ou a “matança do porco”).
Na sua doçaria têm que mencionar-se os sobaos (bolos com grande quantidade de ovos e manteiga, além de licores e outros aromatizantes) e as quesadas pasiegas (da comarca dos Vales Pasiegos, onde nasce o rio Pas), la leche frita (fritos de farinha com leite e açúcar). Entre as bebidas, destaca-se o orujo (aguardente) e a sidra. Entre os queijos , podem mencionar-se os quesucos de Liébana, Nata de Cantabria e o picón Bejes-Tresviso.

### País Basco
A cozinha basca está baseada nos molho e nos assados na brasa. Os pratos mais característicos são os guisos de pescado, sobretudo de bacalhau e merluza preparados em salsa verde, al pil-pil  ou à vizcaína. O marmitako é o prato típico dos pescadores e é preparado com atum, bonito, batatas e pimento, acompanha por um bom txacoli, vinho branco de sabor ácido. Idiazábal, um município basco, deu seu nome a um queijo branco e cremoso, ahumado. Entre as bebidas típicas, contam-se o vinho Rioja Alavesa e a sidra guipuzcoana.

### Navarra
Em Navarra há múltiplas formas de preparar as perdizes e cordonizes; destacam-se as menestras con espárragos, alcachofras, guisantes, habas e outros ingredientes, os cogollos de Tudela (uma variedade local de alface pequena e acre, servida com anchovas, salmão ou um simples vinagrete), os pimientos del piquillo (outra variedade local de pimento, por vezes rceheados), o chouriço de Pamplona e a chistorra (nome basco de um enchido que não é curado). É muito conhecida a trucha a la navarra, com jamón. Sobressaem os vinhos rosados e certos brancos muito afrutados, o clarete e o pacharán, um licor tradicional preparado com uma fruta local (Prunus spinosa) em aguardente anisada. Em seus vales preparam-se os queijos de ovelha de Roncal e Idiazabal (embora o seu nome provenha do município homónimo do País Basco) e a cuajada de Ultzama.

### Andaluzia

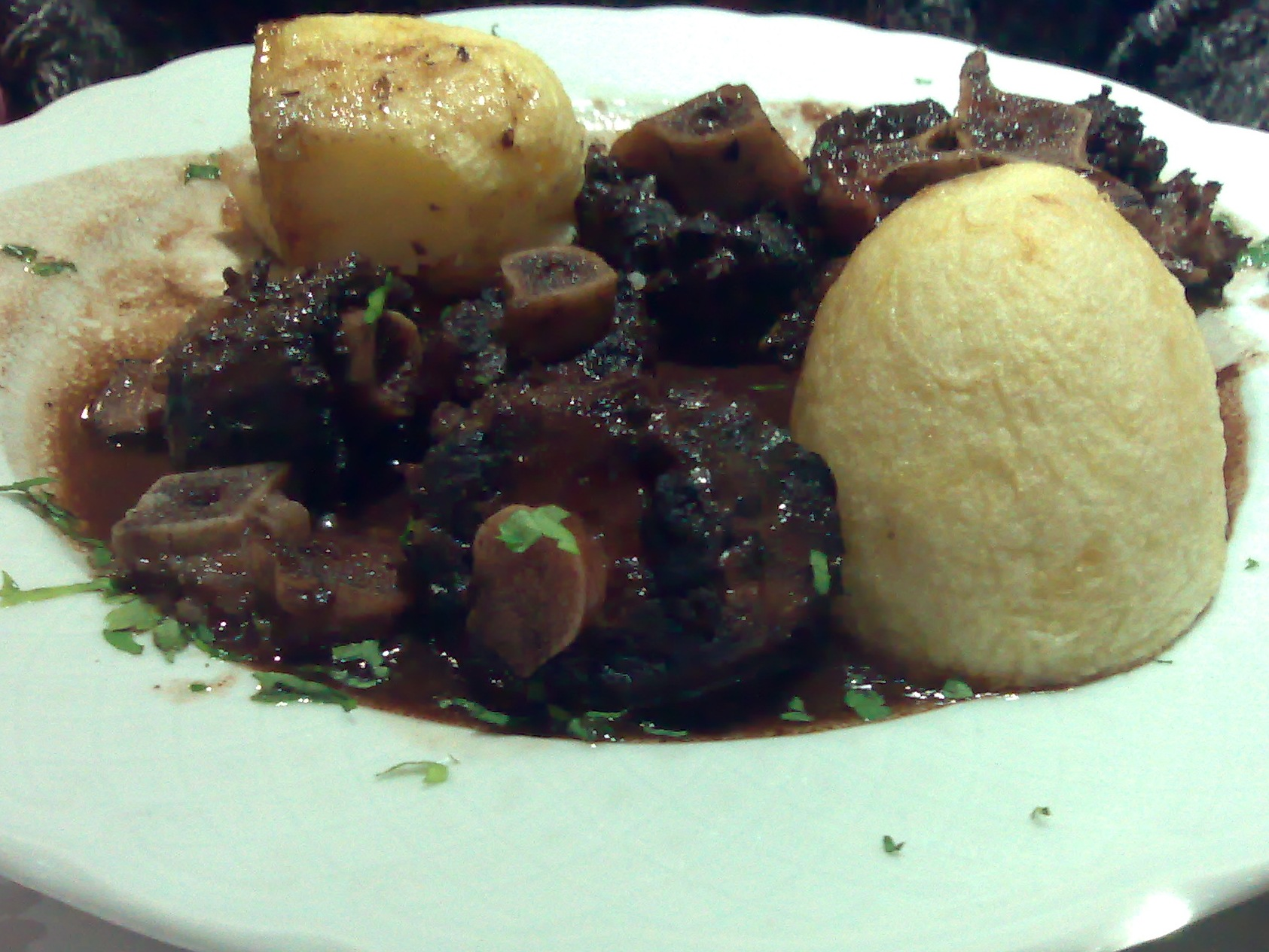
Rabo de touro

Na culinária da Andaluzia destaca-se o pescaíto frito (peixes pequenos ou cortados em pequenos pedaços, envoltos em farinha de chícharo e fritos), o  jamón serrano , o  gazpacho , o salmorejo (uma sopa fria de vegetais, como o gaspacho, mas na forma de creme) e o flamenquín (filetes de lombo de porco enrolados sobre um recheio e panados) cordobeses, a pringá (uma pasta de carnes diversas cozinhada a fogo lento, para comer como acepipe), o rabo de touro (típico da cidade de Córdova), o jamón de Jabugo, as aceitunas aliñás temperadas, a alboronía (outra variante da ratatouille, esta com nome de origem árabe), os gurumelo (o cogumelo Amanita ponderosa) e a poleá (papas de farinha). Entre as bebidas, há a destacar os anises de Ojén, de Rute e de Cazalla, e os vinhos generosos (de Málaga, de Jerez, fino e oloroso, Pedro Ximénez, manzanilla, Montilla e outros), talvez os de maior projeção internacional e dos mais exportados entre os vinhos espanhóis.

### Aragão
As especialidades culinárias aragonesas incluem os assados de ternasco, as migas de pastor, o jamón de Teruel, os embutidos de Huesca (em especial a longaniza de Graus). Outros produtos típicos usados na cozinha aragoneza são a borraja e o cardos, o melocotón de Calanda, a cebola de Fuentes de Ebro, o azeite de Empeltre e de Arbequina e os vinhos de Cariñena, Calatayud, Somontano e Campo de Borja.

### Baleares
Algumas especialidades das ilhas Baleares incluem as ensaimadas (um bolo que leva banha, que na língua maiorqui se chama saïm), a sobrasada (um enchido tradicional de carne de porco, típico da ilha Maiorca), o queijo e a ginebra de Mahón (ou Maó, na ilha Minorca) e o Arròs Brut , ou “arroz sujo”, que leva algumas especiarias e fígado de galinha ou coelho, por isso, ficando escuro.

### Canárias
Algumas preparações típicas das ilhas Canárias são as papas arrugadas (batatas cozidas com a casca e com muito sal), los mojos, como o mojo picón e o almogrote (feito com queijo ralado, pimenta vermelha e azeite, provavelmente derivado do almodrote, considerado uma herança sefardita, e o gofio, uma farinha feita com diversos cereais e outros produtos vegetais (como os rizomas de samambaia), que pode ser preparada de várias maneiras; esta iguaria é herança dos guanches, o povo indígena das ilhas. Entre as sobremesas, é típico o frangollo, feito com farinha de milho e, entre os vinhos, o malvasía, também produzido na vizinha Madeira.

### Castilla-La Mancha

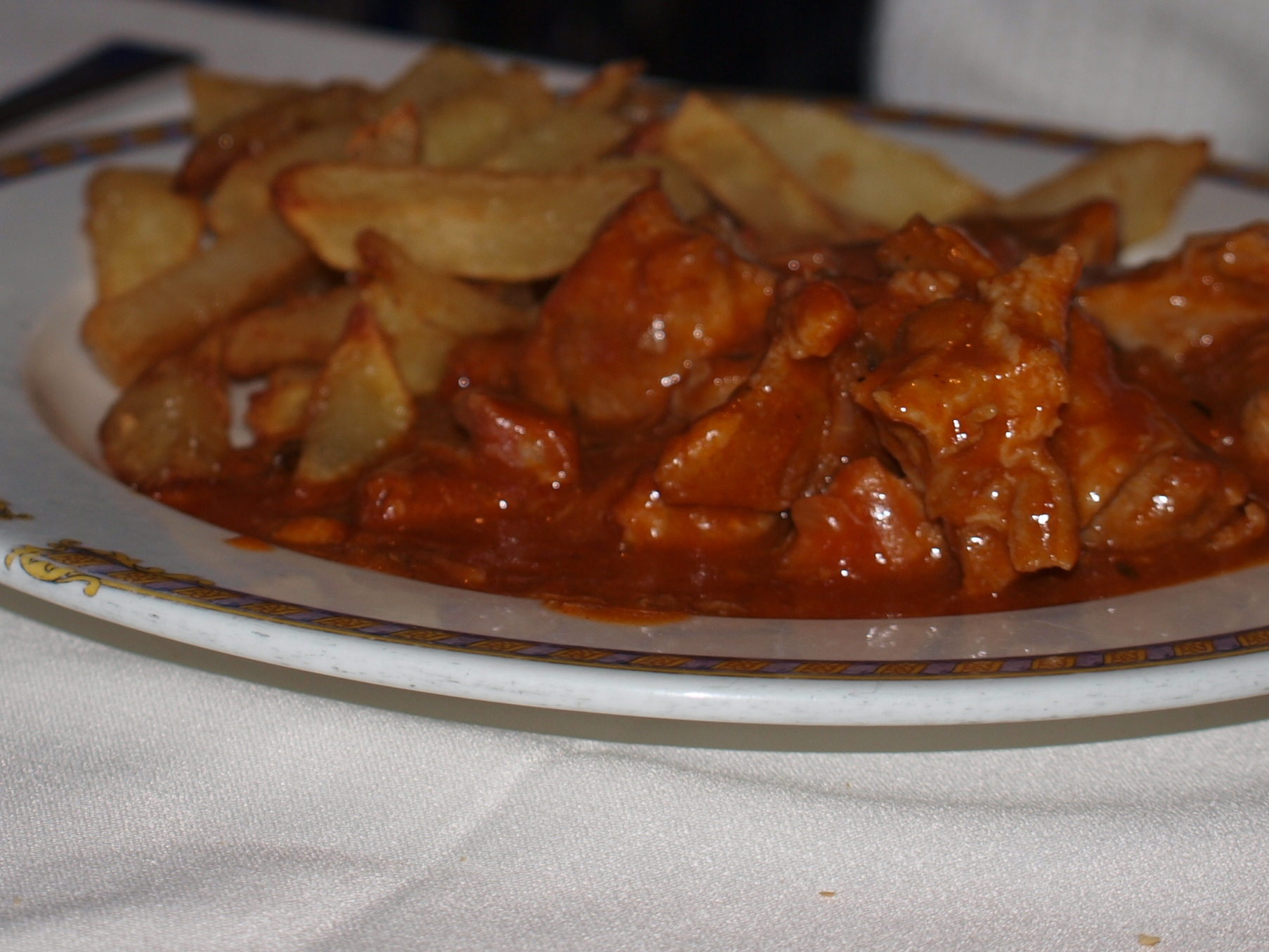
Carcamusas

Muitas das comidas típicas de Castilla-La Mancha foram divulgadas no Don Quijote de la Mancha. Apesar de La Mancha ser apenas uma parte desta grande comunidade, muitos pratos típicos levam o seu nome, como o pisto manchego (uma espécie de ratatouille), o gazpacho manchego, o renomado queso manchego, o asadillo de la Mancha (outro prato vegetariano, baseado em pimento vermelho assado no forno) o azafrán de La Mancha e o vinho tinto de La Mancha (denominação de origem controlada). As carcamusas são outro prato típico da região, mais concretamente da cidade de Toledo, consistindo num estufado de carne de porco.
Com fronteiras com comunidades tão dispares como a Andaluzia, Aragão, a Estremadura, Valência e a própria cidade de Madrid, a cozinha de Castela-Mancha adquiriu muitas influências que a tornaram muito diversificada. A pipirrana, por exemplo, é uma salada típica da Andaluzia, assim como as preparações a pepitoria, ou seja, com gema de ovo cozido misturada no molho;. Outros pratos têm uma característica claramente pastoril, como a carcamusa, que é um guisado de carne de vaca com muitos vegetais, tipicamente servido em Toledo como tapa; o cuchifrito é um preparado manchego de carne de borrego ou cabrito que é primeiro semi-guisada com vinho e depois frita com várias ervas aromáticas e os zarajos, os intestinos de cordeiro, que são primeiro marinados e depois enrolados, fritos ou assados no forno.
Em Castilla-La Mancha produzem-se vários vinhos com denominação de origem controlada, como o Valdepeñas, o Méntrida, o Jumilla, o Manchuela e o Mondéjar, e também vinhos caseiros, denominados "pitarras".

### Castela e Leão

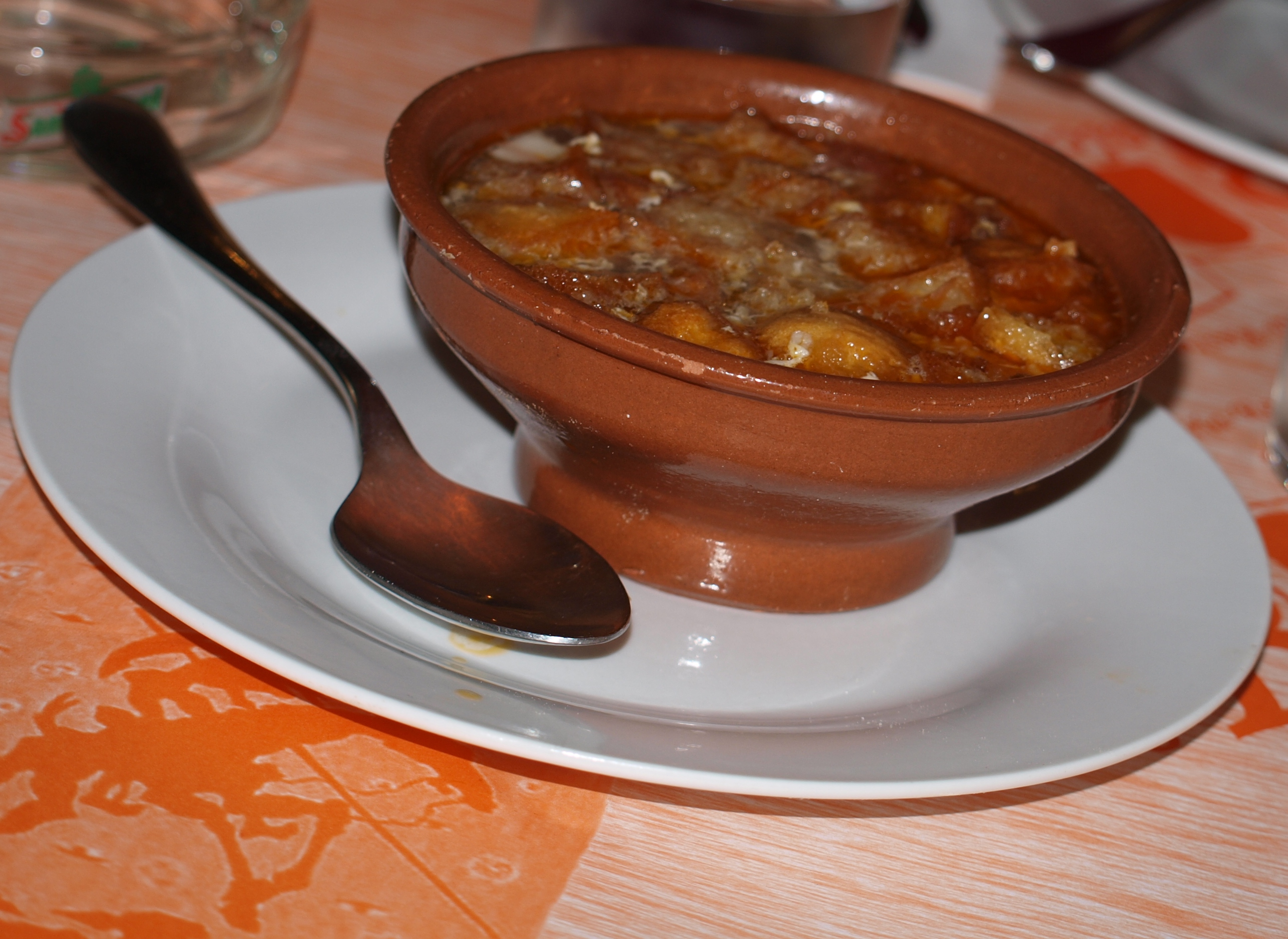
Sopa castelhana

Na região interior e montanhosa de Castela e Leão, a culinária caracteriza-se pelos asados e guisos, em especial de cordero, ou o cochinillo de Segovia, e ainda os embutidos, como a morcilla de Burgos, o botillo del Bierzo e o jamón de Guijuelo. A sopa de ajo é um conjunto de variantes da sopa de pão que se come em Portugal, das quais se destaca a sopa castelhana. O cocido maragato, com o nome derivado da comarca de Maragatería, embora seja tradicional em toda a comunidade, é servido em ordem inversa a outras refeições, começando pelas carnes, seguidas do grão-de-bico, acompanhado de outros vegetais, finalizando com a sopa.
Entre outras iguarias, destacam-se o queso castellano de ovelha, o vinho de Toro, os tintos da Ribera del Duero, os brancos de Rueda e os claretes de Cigales.

### Catalunha
Na culinária da Catalunha destacam-se o suquet (um molho de peixe), os platos de mar i muntanya, a escudella, os calçots, o pão com tomate (pa amb tomàquet), o alioli, o fuet de Vic, os azeites de Arbequina, e os vinhos do Priorato, o Penedés, o Costers del Segre, o Alella e outros.

### Estremadura
Nesta comunidade fronteiriça com Portugal, a culinária inclui a olla podrida, os embutidos de cerdo ibérico, os queijos, em particular a torta del Casar, parente próximo do queijo da serra portugués, el vino de pitarra e as migas.

### La Rioja
Em La Rioja, destacam-se os vinhos internacionais, as menestras, os pimentos e as patatas a la riojana.

### Murcia
A culinária de Múrcia Inclui os produtos da horta, o zarangollo, o caldero, o vinho de Jumilla, as paellas e os típicos paparajotes de la huerta.

### Madrid

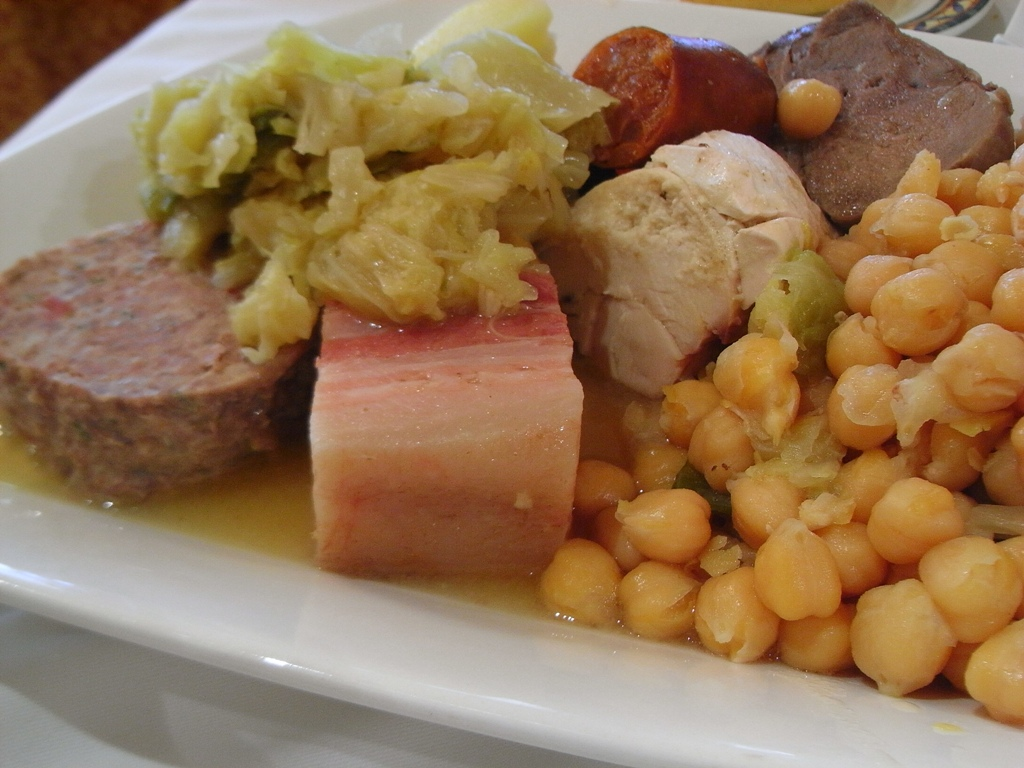
Cozido madrileno

Na comunidade de Madrid, destacam-se o cozido madrileno e os callos a la madrileña (tripas), o asado de cordero, a ternera del Guadarrama, as judías a lo Tío Lucas, a leche merengada, o  requesón de Miraflores de la Sierra, os fresas de Aranjuez , os melones de Villaconejos, os vinhos de Navalcarnero e o anis de Chinchón.

### Comunidade Valenciana
Na Comunidade Valenciana os produtos do campo, da pesca e dos animais de granja, os arrozes em geral e a paella, em particular, (sem esquecer a fideuá nem o arroz a banda), os langostinos de Vinaroz, os vinhos de Utiel-Requena, Alicante e Valência, os embutidos de Requena e Utiel, os doces, como o turrón, as peladillas de Casinos e o licor de café de Alcoy, os chocolates de Alicante, o arnadí e a horchata de chufa.